# واربالوگ
واربالوگ (به مجاری:  Várbalog) یک منطقهٔ مسکونی در مجارستان است که در ناحیه موشون‌مادیارووار واقع شده‌است. واربالوگ ۲۲٫۷۰ کیلومتر مربع مساحت و ۴۰۷ نفر جمعیت دارد.